# Joachim Heinrich von Bredow
Joachim Heinrich von Bredow (* 7. Juli 1643 in Spandau; † 22. Oktober 1705) war kurbrandenburgischer Generalmajor und zuletzt Kommandant der Festung Friedrichsburg bei Danzig.

## Leben

### Herkunft
Sein Vater Joachim von Bredow war Erbherr auf Hoppenrade und Kurbrandenburger Hauptmann im Regiment Ribbeck, seine Mutter dessen Ehefrau Anna Hippolyta von der Groeben aus dem Haus Löwenberg.

### Militärlaufbahn
Er kam 1656 als einfacher Pikenier in die kurfürstliche Leibgarde. Dort wurde er 1660 Leutnant, 1675 Hauptmann und 1678 Major im Regiment Helldorf. Im Holländischen Krieg kämpfte er im Elsass, in Pommern und Ostpreußen. Am 12. November 1679 wurde er zum Kommandanten von Löcknitz ernannt. Am 14. Mai 1689 wurde er zum Oberstleutnant befördert und am 22. Mai 1689 zum Kommandanten von Friedrichsburg ernannt. Dort kommandierte er eine eigene Kompanie. Am 6. März 1695 erfolgte die Beförderung zum Oberst. Am 17. November 1698 wurde er kurzzeitig zum Kommandanten von Elbing ernannt. Am 22. Januar 1705 wurde er zum Generalmajor ernannt, am 22. Oktober 1705 starb er auf einer Reise nach Danzig.

### Familie
Er heiratete am 12. Juni 1664 Sophie Juliane von Bandemer (* 1648; † 8. Dezember 1732) aus dem Haus Weitenhagen. Das Paar hatte mehrere Kinder:
- Anna Hippolyta († 20. März 1697) ⚭ Adam Kasimir von Glasenapp
- Sophie Christiane († 9. März 1746)

⚭ Georg Friedrich von Kalnein (* 1654; † 1703), Hofgerichtsrat
⚭ Friedrich Wilhelm von Bredow († 1739)
- Johann Heinrich (1676–1739), Dompropst von Havelberg ⚭ 1715 Constantia Amalia Sophia von Kraut (* 1699; † 4. April 1745) Schwester von Carl Friedrich von Kraut[3]
- Joachim Melchior († 30. März 1731) ⚭ Anna Katharina von Kalnein (* 1682; † 7. März 1719)